# Atrocity Exhibition
Atrocity Exhibition é o quarto álbum de estúdio do rapper americano Danny Brown . O álbum foi lançado em 27 de setembro de 2016, pela Fool's Gold Records e Warp Records . É produzido principalmente pelo produtor britânico Paul White e conta com participações especiais de Kendrick Lamar, Ab-Soul, Earl Sweatshirt, B-Real, Kelela e Petite Noir .
Atrocity Exhibition foi apoiada por três singles: " When It Rain ", "Pneumonia" e " Really Doe ".

## Arte da Capa
A arte da Atrocity Exhibition foi criada por Timothy Saccenti. Ele apresenta uma imagem curvada de Danny Brown, que parece ter a pele descascada até os ossos do lado direito.

## Recepção critica
| Críticas profissionais | Críticas profissionais |
| Pontuações agregadas   | Pontuações agregadas   |
| Fonte                  | Avaliação              |
| ---------------------- | ---------------------- |
| AnyDecentMusic?        | 8.1/10                 |
| Metacritic             | 85/100                 |
| Avaliações da crítica  |                        |
| Fonte                  | Avaliação              |
| AllMusic               | [ 4 ]                  |
| The Guardian           | [ 5 ]                  |
| The Independent        | [ 6 ]                  |
| Mojo                   | [ 7 ]                  |
| The Observer           | [ 8 ]                  |
| Pitchfork              | 8.5/10                 |
| Q                      | [ 10 ]                 |
| Rolling Stone          | [ 11 ]                 |
| Uncut                  | 8/10                   |
| Vice                   | B+                     |

Atrocity Exhibition foi recebida com ampla aclamação da crítica. No Metacritic, que atribui uma classificação normalizada de 100 para críticas de publicações profissionais, o álbum recebeu uma pontuação de 85, baseada em 31 críticas.  Agregador AnyDecentMusic? deu 8,1 de 10, baseada na avaliação da critica.

### Listas de fim de ano
| Publication   | List                       | Rank | Ref.   |
| ------------- | -------------------------- | ---- | ------ |
| Complex       | The 50 Best Albums of 2016 | 12   | [ 14 ] |
| Consequence   | Top 50 Albums of 2016      | 25   | [ 15 ] |
| The Guardian  | The 40 Best Albums of 2016 | 13   | [ 16 ] |
| NME           | Top 50 Albums of 2016      | 16   | [ 17 ] |
| Paste         | Top 50 Albums of 2016      | 21   | [ 18 ] |
| Pitchfork     | Top 50 Albums of 2016      | 11   | [ 19 ] |
| Rolling Stone | Top 50 Albums of 2016      | 19   | [ 20 ] |
| The Skinny    | Top 50 Albums of 2016      | 30   | [ 21 ] |
| Spin          | Top 50 Albums of 2016      | 16   | [ 22 ] |
| Stereogum     | Top 50 Albums of 2016      | 10   | [ 23 ] |

## Desempenho comercial
Atrocity Exhibition ficou na 77ª posição na Billboard 200 dos EUA, com 7.000 unidades copias equivalentes e quase três milhões de streams, em aproximadamente uma semana.

## Lista de músicas
| N.º            | Título                                                       | Produtor(es)   | Duração |  |
| 1.             | "Downward Spiral"                                            |                |         |  |
| 2.             | "Tell Me What I Don't Know"                                  |                |         |  |
| 3.             | "Rolling Stone (com Petite Noir)"                            | Petite Noir    |         |  |
| 4.             | "Really Doe (com Kendrick Lamar, Ab-Soul e Earl Sweatshirt)" | Black Milk     |         |  |
| 5.             | "Lost"                                                       | Playa Haze     |         |  |
| 6.             | "Ain't It Funny"                                             |                |         |  |
| 7.             | "Golddust"                                                   |                |         |  |
| 8.             | "White Lines"                                                | The Alchemist  |         |  |
| 9.             | "Pneumonia"                                                  | Evian Christ   |         |  |
| 10.            | "Dance in the Water"                                         |                |         |  |
| 11.            | "From the Ground (com Kelela)"                               |                |         |  |
| 12.            | "When It Rain"                                               |                |         |  |
| 13.            | "Today"                                                      |                |         |  |
| 14.            | "Get Hi (com B-Real)"                                        |                |         |  |
| 15.            | "Hell for It"                                                |                |         |  |
| Duração total: | Duração total:                                               | Duração total: | 46:38   |  |

Créditos de amostra
- "Downward Spiral" contém elementos de "Oxymoron", escrita por Alex Genrich, Mani Neumeier e Ulrich Trepte e interpretada por Guru Guru .
- "Really Doe" contém elementos de "Fragments of Crystal", escrita e interpretada por Giovanni Cristiani.
- "Lost" contém elementos de "Flame of Love", escrita por Chen Gexin e Taq Qin e interpretada por Bai Guang.
- "Ain't It Funny" contém elementos de "Wervin'", interpretada por Nick Mason .
- "Golddust" contém elementos de "People From Out the Space", interpretada por Embryo .
- "White Lines" contém elementos de "Dry Land", escrita e interpretada por Dave Greenslade .
- "Pneumonia" contém elementos de "Black Mamba", interpretada por Cut Hands ; e "White Room", escrita e interpretada por Raz Messinai.
- "Dance in the Water" contém elementos de "Ungawa Part II (Way Out Guyana)", escrita por Kim Davis, Min Sanchez, Dany Johnson, Ande Whyland, April Palmeri, Stacey Elkin, Lori Montana, Jean Leider, Ann Magnusen e Wendy Selvagem e interpretada por Pulsallama .
- "From the Ground" contém elementos de "Sleeping Earth", escrita e interpretada por Lol Creme e Kevin Godley.
- "When It Rain" contém elementos de "Pot Au Feu", escrita e interpretada por Delia Derbyshire .